# Loteae
Loteae és una tribu d'angiospermes que pertany a la subfamília faboideae dins de la família de les fabàcies.

## Gèneres
- Anthyllis
- Antopetitia
- Coronilla
- Cytisopsis
- Dorycnium
- Dorycnopsis
- Hammatolobium
- Hippocrepis
- Hymenocarpos
- Kebirita
- Lotus
- Ornithopus
- Podolotus
- Scorpiurus
- Securigera
- Tripodion
- Vermifrux

## Galeria

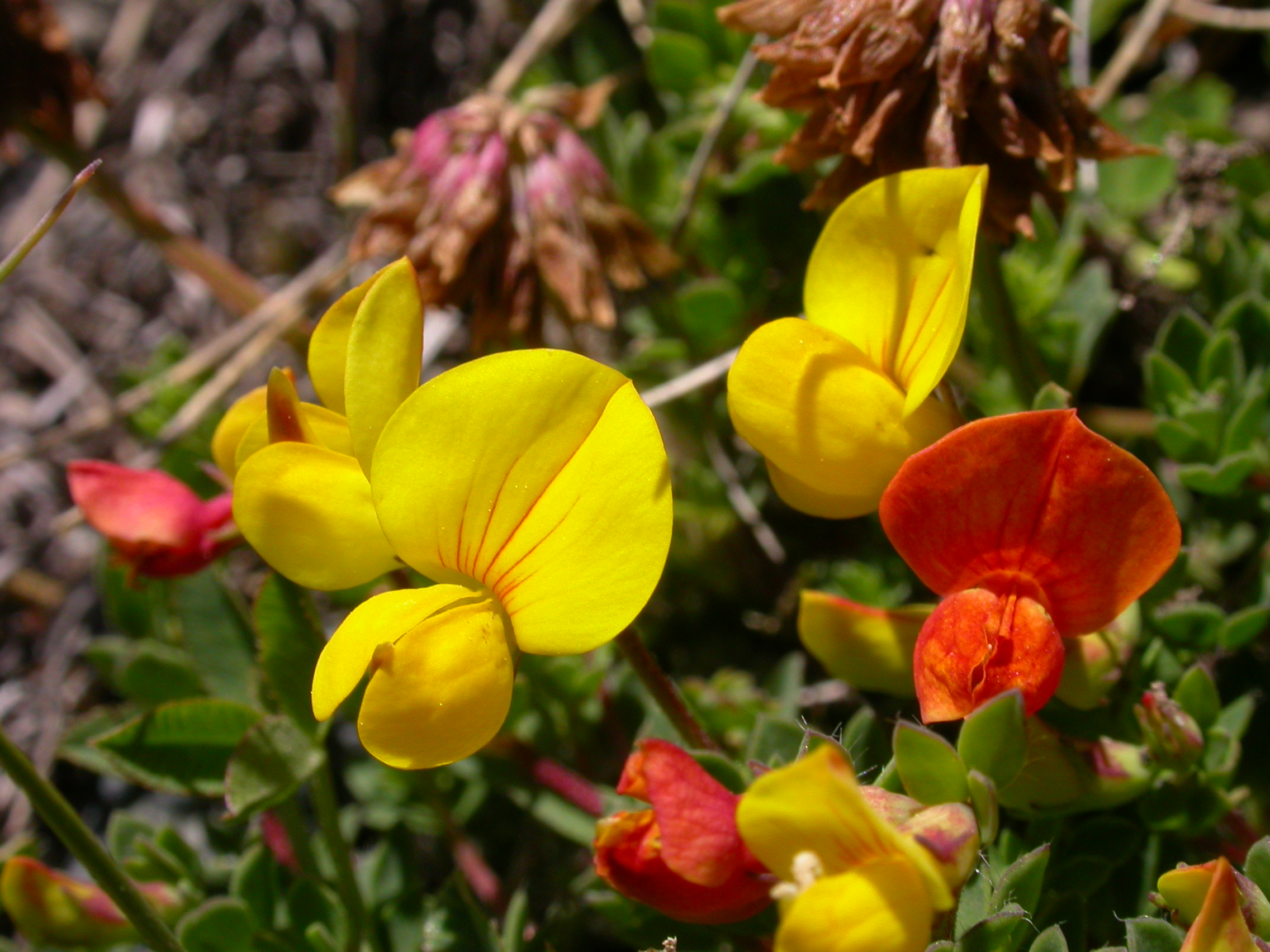
Flors de Lotus alpinus
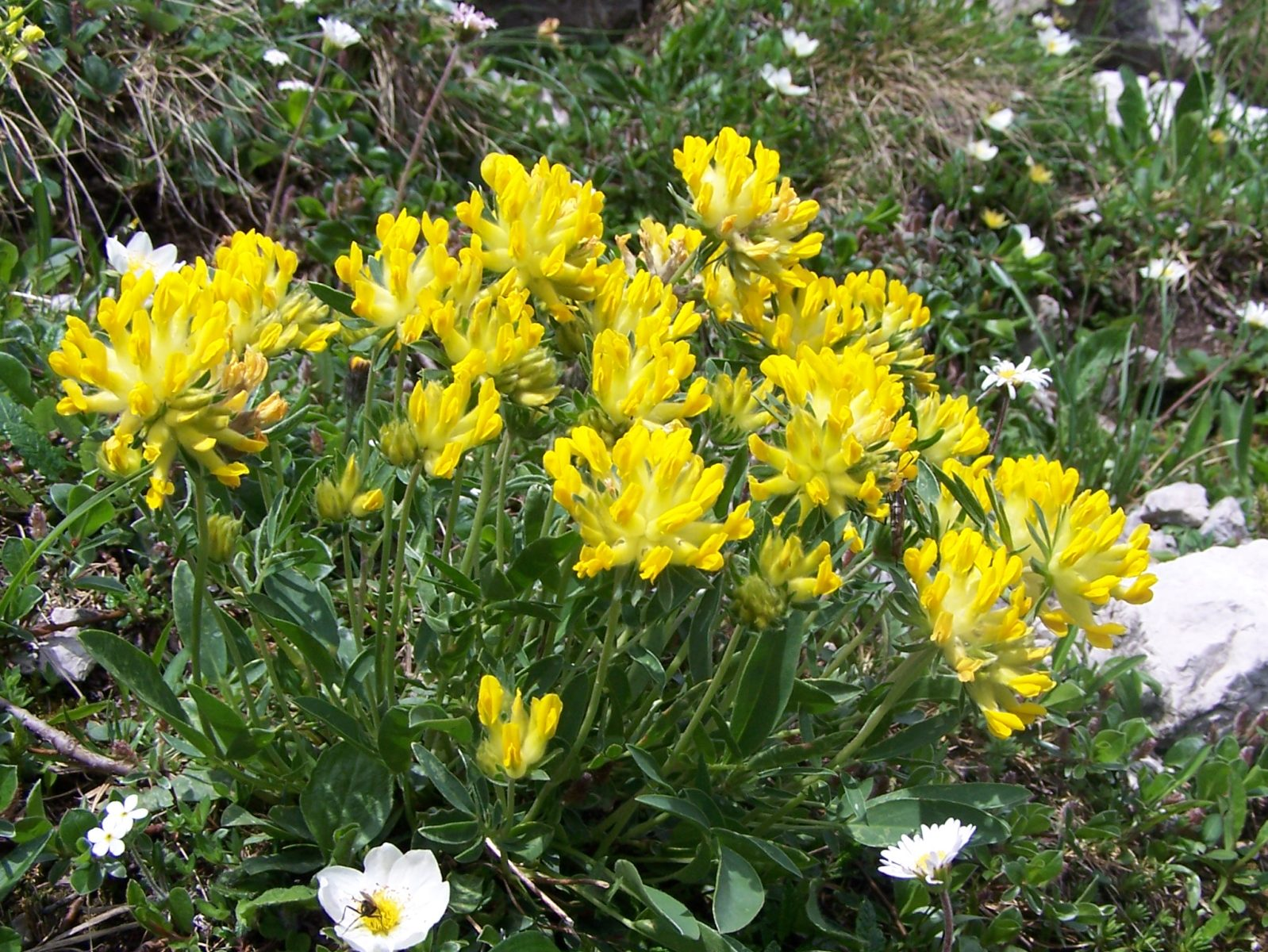
Anthyllis alpestris
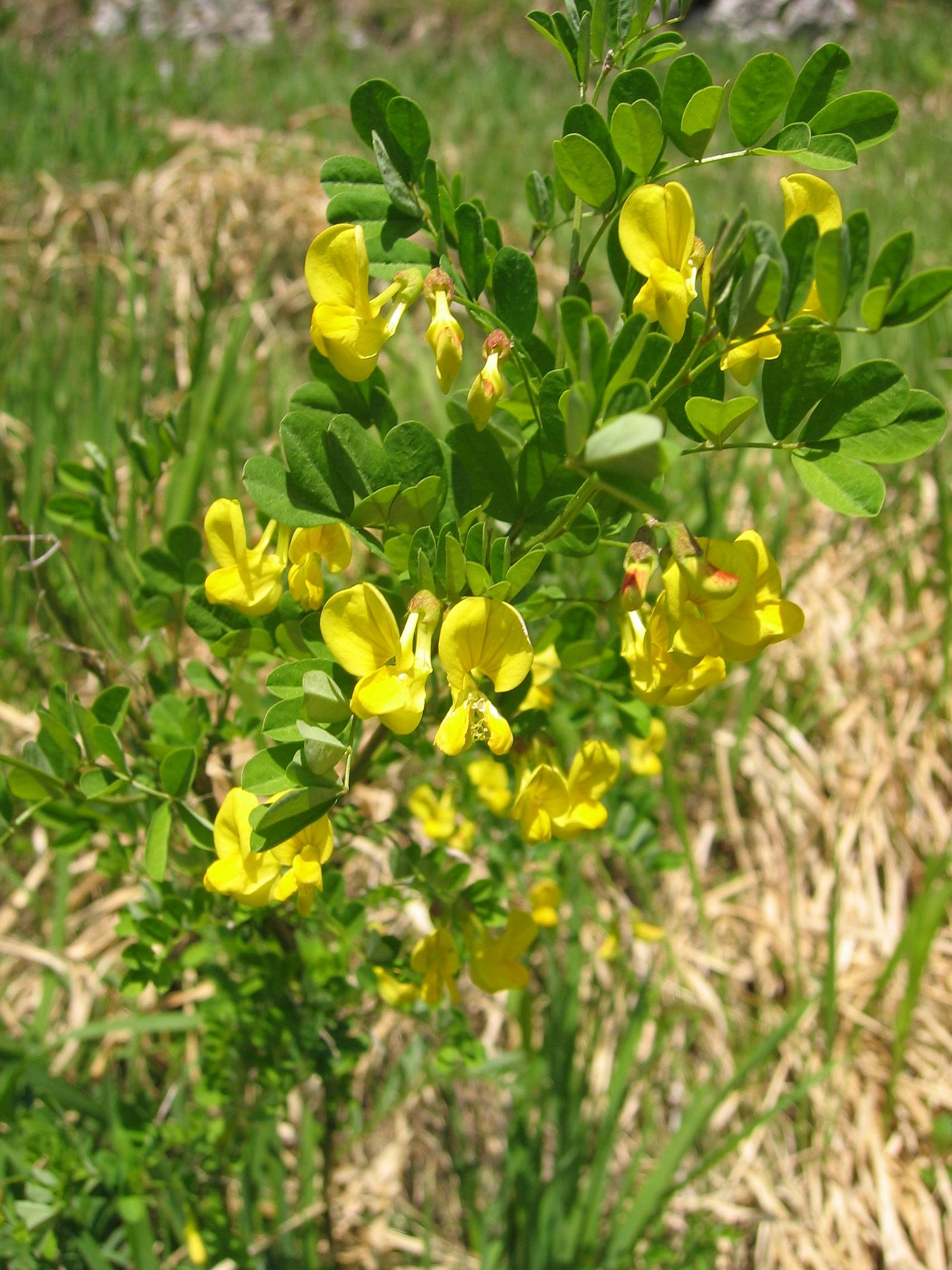
Hippocrepis emerus
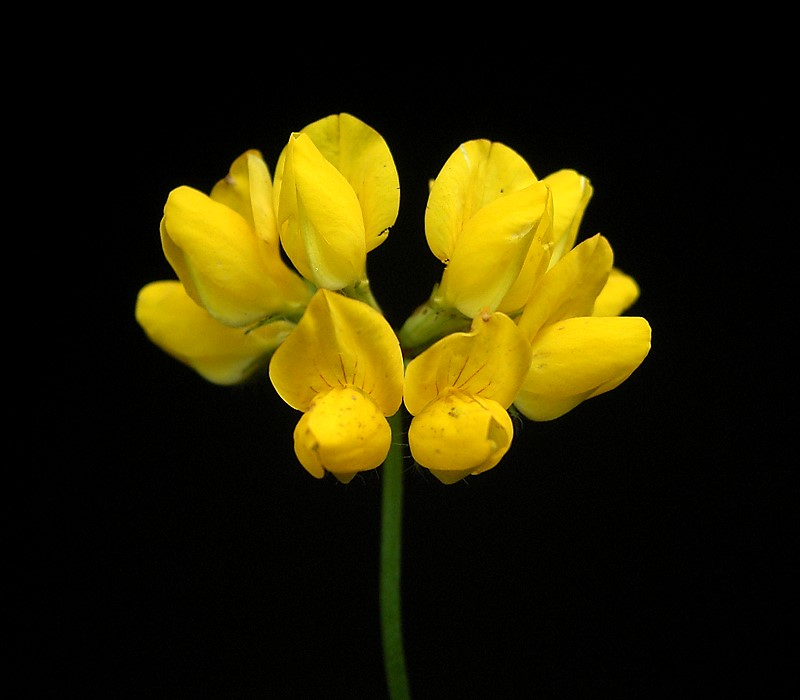
Detall de la inflorescència de Lotus pedunculatus
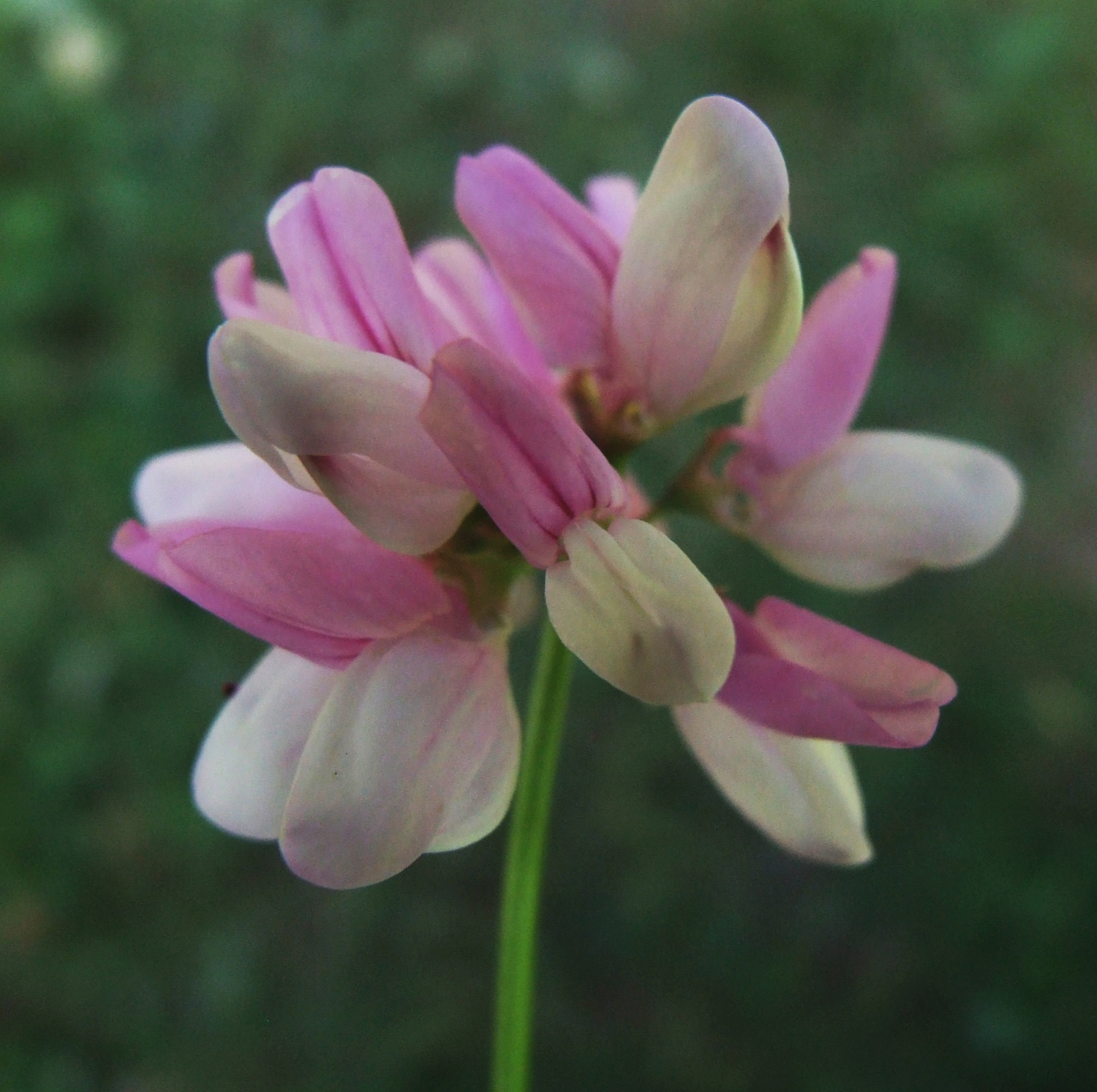
Coronilla varia
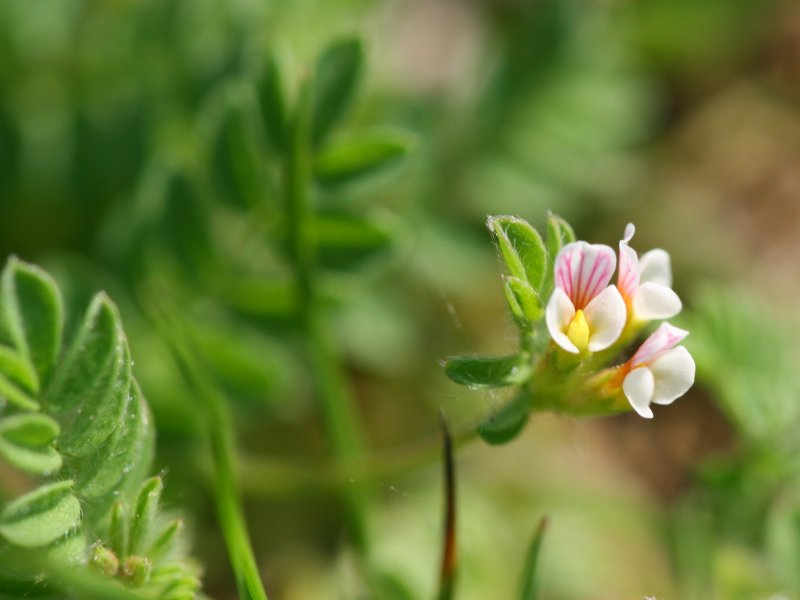
Ornithopus perpusillus
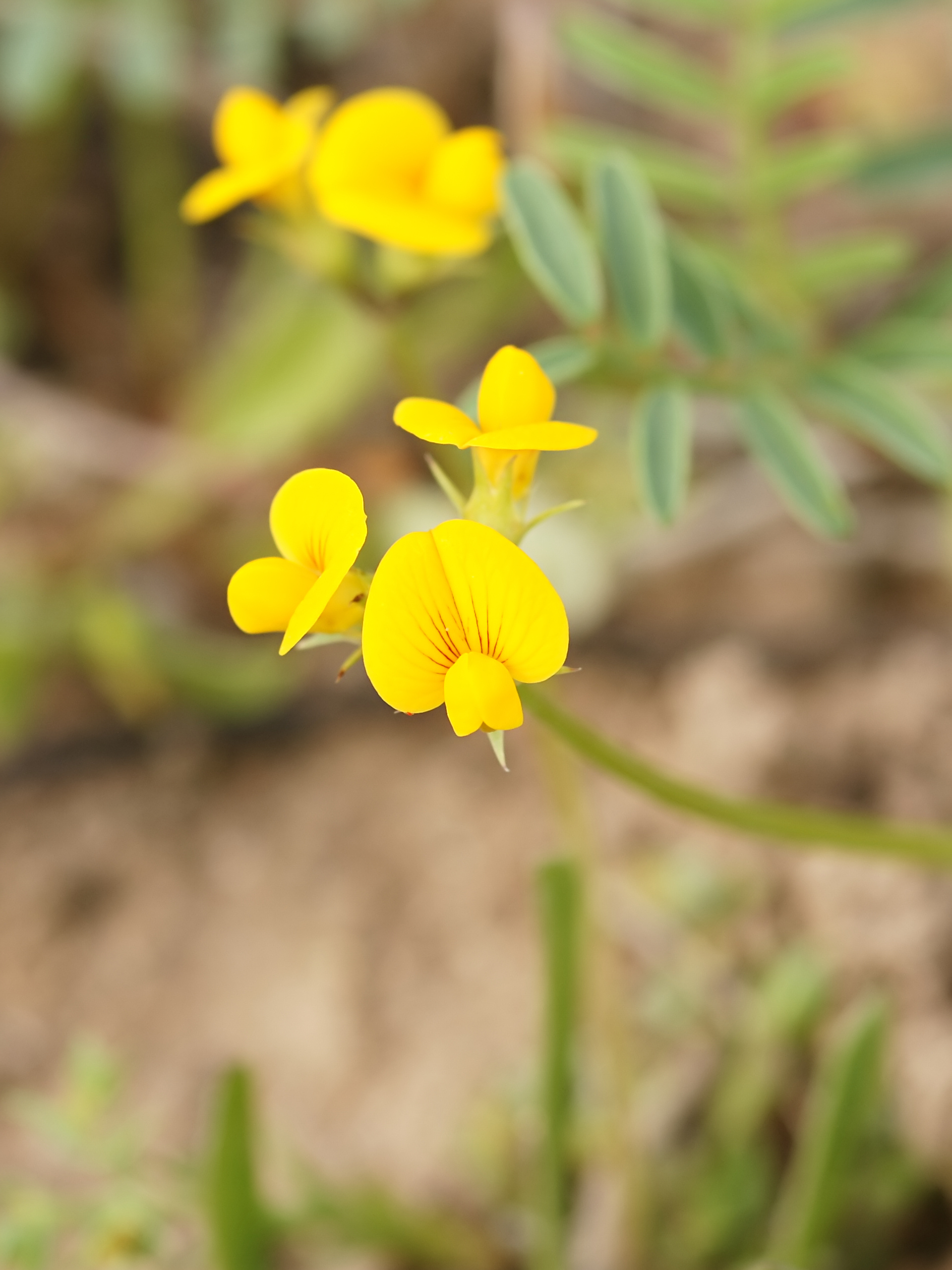
Scorpiurus muricatus
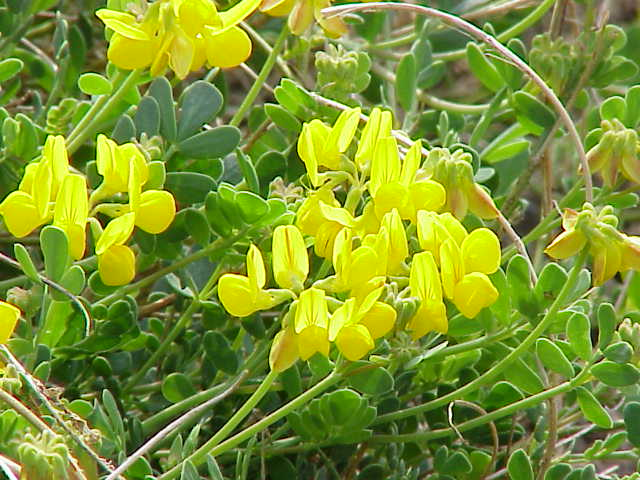
Coronilla minima